# Guo Qiyong
Guo Qiyong (chinesisch 郭齊勇 / 郭齐勇, Pinyin Guō Qíyǒng, W.-G. Kuo Ch'i-yung; geb. 1947) ist ein chinesischer Philosoph und Hochschullehrer. Er ist unter anderem der Mitherausgeber der Werke von Xiong Shili (1885–1968), eines Vertreters des neuen idealistischen Konfuzianismus, dem er auch verschiedene Studien widmete.

## Vita
Guo Qiyong wurde 1947 geboren und stammt aus Wuhan, Provinz Hubei. Er schloss 1966, zur Zeit der Kulturrevolution, die Oberschule ab. Nach seiner Tätigkeit als Jugend- und Sozialarbeiter trat er 1978 in die Philosophische Fakultät der Universität Wuhan ein, wo er seinen B.A.- und M.A.-Abschluss erwarb und bis Ende 1984 als Lehrer tätig war. 1987 begann er mit der Arbeit an seiner Doktorarbeit bei Xiao Jiefu (1924–2008).
Er ist Mitglied des Vorstands und des Akademischen Rats der Internationalen Konfuzianischen Union, Dekan der Fakultät für Chinesische Studien der Universität Wuhan und Professor an der Philosophischen Fakultät der Universität Wuhan.
Er beschäftigt sich hauptsächlich mit dem Studium der Geschichte der chinesischen Philosophie, wobei er sich auf die konfuzianische Philosophie und die chinesische Philosophie des 20. Jahrhunderts spezialisierte. Seine Studies on Contemporary Chinese Philosophy (1949–2009) beispielsweise fanden Aufnahme in der englischsprachigen Buchreihe Modern Chinese Philosophy, und wurden auch ins Deutsche übersetzt und zusammen mit Wen Yongning herausgegeben unter dem Titel Neue Ansätze der chinesischen Philosophie: Perspektiven der philosophischen Forschung von 1949 bis 2009 in der deutschsprachigen Reihe Chinesische Perspektiven Philosophie.
Über Jahre leitete Guo Qiyong zusammen mit anderen Professoren und Wissenschaftlern das nationale sozialwissenschaftliche Projekt Forschungen über die in den letzten 50 Jahren ausgegrabenen Bambustäfelchen- und Seidentexte und die Geschichte der chinesischen Philosophie und Forschungen zum Konfuzianismus am Mittellauf des Jangtsekiang während der Song-, Yuan- und Ming-Dynastien, ein sozialwissenschaftliches Schlüsselprojekt des Bildungsministeriums. Darüber hinaus hat er an der Zusammenstellung der Geschichte der chinesischen Philosophie (Zhongguo zhexue shi) mitgewirkt, einem nationalen Schlüssel-Lehrbuch im Zehnten Fünfjahresplan (2001–2005). Er ist der Meinung, dass die Philosophie-Lehrbücher mit der Zeit Schritt halten sollten und dass auch das Studium und die Erforschung der chinesischen Nationalkultur, insbesondere das Konfuzius-Studium, ausgeweitet werden sollte.
Guo Qiyong bekleidete und bekleidet zahlreiche weitere Ämter, ist Mitglied zahlreicher Gelehrtengesellschaften, hatte viele Gastprofessuren im In- und Ausland, war Mitautor, Chefredakteur und Herausgeber zahlreicher Werke und Schriften und wurde vielfach ausgezeichnet und geehrt.
Zu seinen Kursen gehören: Geschichte der chinesischen Philosophie, Einführung in die Vier Bücher (Sishu), Einführungen in Laozi und Zhuangzi, chinesische Kultur, konfuzianische Philosophie der Vor-Qin-Zeit, Methodologie der Philosophiegeschichte und Lektüre des Buches der Riten (Liji).

## Publikationen (Auswahl)
- Zhōngguó zhéxué shǐ 中国哲学史 (Geschichte der chinesischen Philosophie). 高等教育出版社 (Higher Education Press), 2006
- Zhōngguó Rúxué zhī jīngshén 中国儒学之精神 (Der Geist des chinesischen Konfuzianismus)
- Zōngguó zhéxué zhìhuì de tànsuǒ 中国哲学智慧的探索 (Die Suche nach der chinesischen philosophischen Weisheit)
- Zhōnghuá rénwén jīngshén de chóngjiàn 中华人文精神的重建 (Die Rekonstruktion des chinesischen Humanismus)
- Rúxué yǔ xiàndàihuà de xīn tàntǎo 儒学与现代化的新探讨 (Eine neue Erforschung des Konfuzianismus und der Modernisierung)
- Xióng Shílì zhéxué yánjiū 熊十力哲学研究 (Studien zur Philosophie von Xiong Shili)
- Xióng Shílì zhuàn lùn 熊十力传论 (Ein biographischer Essay über Xiong Shili)
- Shǒu xiān dài hòu 守先待后 (Die Vergangenheit festhalten und die Zukunft einleiten)
- Wénhuàxué gàilùn 文化学概论 (Eine Einführung in die Kulturwissenschaften)
- Xiàn dāngdài xīn rúxué sīcháo yánjiū 现当代新儒学思潮研究 (Eine Studie über das moderne und zeitgenössische neokonfuzianische Denken)
- Xióng Shílì sīxiǎng yánjiū 熊十力思想研究 (Studien zum Denken von Xiong Shili)
- Tiāndì jiān yīgè dúshūrén: Xióng Shílì zhuàn 天地间一个读书人：熊十力传 (Ein Leser zwischen Himmel und Erde: Eine Biographie von Xiong Shili)
- (Mitautor) Qián Mù píngzhuàn 钱穆评传 (Qian Mu: Kritische Biographie)
- (Mitautor) Liáng Shùmíng zhéxué sīxiǎng 梁漱溟哲学思想 (Das philosophische Denken von Liang Shuming)
- (Mitautor) Zhūzǐ xuézhì 诸子学志 (Archives of various scholars)
- Chuántǒng dàodé yǔ dāngdài rénshēng 传统道德与当代人生 Traditionelle Moral und zeitgenössisches Leben
- Guō Qíyǒng zìxuǎnjí 郭齐勇自选集 (Von Guo Qiyong zusammengestellte Auswahl seiner Werke)
- Rúxué yǔ rúxuéshǐ xīnlùn 儒学与儒学史新论 (Neue Aufsätze zum Konfuzianismus und zur Geschichte des Konfuzianismus)
- (einer der Chefredakteure) Xīnbiān Zhōngguó zhéxuéshǐ 新编中国哲学史 (Neue Geschichte der chinesischen Philosophie)
- (Chefredakteur) Zhōngguó gǔdiǎn zhéxué míngzhù xuǎndú 中国古典哲学名著选读 (Ausgewählte Meisterwerke der klassischen chinesischen Philosophie)
- (Chefredakteur) Rújiā lúnlǐ zhēngmíng jí 儒家伦理争鸣集 (Sammlung konfuzianischer ethischer Kontroversen)
- (Chefredakteur) Sòng-Míng rúxué yǔ chángjiāng wénhuà 宋明儒学与长江文化 (Song- und Ming-Konfuzianismus und Jangtsekultur)
- (Mitherausgeber) Xióng Shílì quánjí 熊十力全集 (Xiong Shili Sämtliche Werke)
- Guo, Qiyong 郭齊勇 (ed.): Collected Works of Confucians: The Criticism of Criticism of Confucian Ethics. (chinesisch) Hubei: Wuhan Daxue Chubanshe 2011  (Abstract - in Teilansicht)

- Studies on Contemporary Chinese Philosophy (1949–2009). Guo Qiyong. Modern Chinese Philosophy, Band 14 Herausgeber/Übersetzer: Paul D’Ambrosio u. a. 2018. ISBN 978-90-04-36049-5 (Online-Teilansicht)
- Neue Ansätze der chinesischen Philosophie. ibidem Verlag, Stuttgart 2022 [Dangdai Zhongguo zhexue yanjiu, dt.] (Inhaltstext; Inhaltsverzeichnis)